# تصوير الرحم بالصبغة
تصوير الرحم بالصبغة  أو تصوير الرحم والبوق هو إجراء إشعاعي لفحص شكل تجويف الرحم وشكل وقناة فالوب. ينطوي ذلك على حقن مادة مشعة راديوية في قناة عنق الرحم وعادة ما يتم عن طريق الكشف الفلوري مع تكثيف الصورة. تظهر نتيجة طبيعية ملء تجويف الرحم وملء قناتي فالوب مع مادة الحقن. ولإثبات التمزق الأنبوبي، يجب أن يلاحظ انسكاب المادة في التجويف البريتوني (جوف الصفاق).

## الطريقة
يتضمن الإجراء استخدام لأشعة السينية. وينبغي أن يتم ذلك في الطور جريبي من الدورة الشهرية. يُمنع إجراء هذا الإجراء أثناء فترة الحمل. يفيد هذا الإجراء في تشخيص تشوهات الرحم، ومتلازمة أشرمان، انسداد الأنبوبي انسداد قناة فالوب ومرض التهاب الحوض ويتم استخدامها على نطاق واسع لعلاج العقم عند النساء العقم. وقد ادعي البعض أن فرصة الحمل تزيد بعد إجراء تصوير الرحم بالضبغة. وباستخدام القسطرة، يستطيع أخصائي الأشعة التداخلية أو أخصائي التصوير الإشعاعي المدرب أن يفتح الأنابيب التي تم إغلاقها بشكل قريب.
وعادةً ما يتم الاختبار باستخدام مادة مظللة يتم حقنها في تجويف الرحم من خلال المهبل وعنق الرحم. إذا كانت قناة فالوب مفتوحة فإن وسط التباين سيملأ الأنابيب ويسكب في تجويف البطن . ويمكن تحديد ما إذا كانت قنوات فالوب مفتوحة أو لا وما إذا كان الانسداد يقع عند تقاطع الأنبوب والرحم أو ما إذا كان في نهاية أنبوب فالوب.
يمكن أن يكون تصوير الرحم بالصبغة مؤلمًا، لذلك تُعطى المسكنات قبل و / أو بعد الإجراء للحد من الألم. كما يصف العديد من الأطباء المضادات الحيوية قبل الإجراء للحد من خطر الإصابة والعدوى.

## المُضاعفات
وتشمل مضاعفات الإجراء العدوى، والحساسية ضد المواد المستخدمة، ودخول المواد إلى الدورة الدموية، وإذا تم استخدام المواد الحتوية على الزيوت، يمكن أت حدث حالات انسداد وعائي. يمكن أن يدخل الهواء أيضًا بطريق الخطأ في تجويف الرحم من قبل المشغل، مما يحد من جودة الفحص ويسبب مشكلة علاجية المنشأ. ويمكن التغلب على هذا عن طريق استخدام الأنبوبة بالميل، والتي سوف تظهر حركة فقاعات الهواء إلى الجزء غير المعتمد من تجويف الرحم.

## التاريخ
استخدمت كاري كوليرغول تصوير الرحم بالصبغة لأول مرة في عام 1914. تم استخدام صبغة ليبيودول من قبل سيكارد وفوريستر في عام 1924 وظلت وسط تباين ذا شعبية لعدة عقود. وفي وقت لاحق، كانت مادة التباين القابلة للذوبان في الماء مفضلة بشكل عام لأنها جنّبت الأطباء المضاعفات المحتملة للانسداد الوعائي.

## المتابعة
إذا كان تصوير الرحم بالصبغة يشير إلى مزيد من الفحوصات، فبالتالي يمكن إجراء تنظير البطن تنظير البطن، وقد ينصح بتصوير المنطقة ثلاثي الأبعاد، مع القدرة على حل المشاكل البسيطة في نفس الإجراء.

## روابط خارجية
- موارد المعلومات الأشعة للمرضى: تصوير الرحم بالصبغة RadiologyInfo - The radiology information resource for patients: Hysterosalpingography